# Toby Township
Toby Township est un township, situé au sud-ouest de la partie centrale du comté de Clarion, aux États-Unis,. En 2010, il comptait une population de 991 habitants.

## Démographie
Lors du recensement de 2010, le township comptait une population de 991 habitants. Elle est également estimée, en 2018, à 942 habitants.

### Source de la traduction
- (en) Cet article est partiellement ou en totalité issu de l’article de Wikipédia en anglais intitulé « Toby Township, Clarion County, Pennsylvania » (voir la liste des auteurs).